# Лиственітизація
Лиственітизація (рос. лиственитизация, англ. listvenitization, нім. Listvenitisierung f) — метасоматичний навколожильний та навколорудний процес утворення лиственіту по серпентинітах і ін. ультраосновних породах при порівняно низькотемпературному (200—250 °С) кислотному вилуговуванні. Л. полягає в утворенні кварцу і карбонатів (анкериту або брейнериту) з підлеглою кількістю в різних зонах тальку, хлориту, альбіту, мікрокліну, серициту або мусковіту (що часто містять хром), гематиту, піриту. Як правило, супроводжується утворенням березитів, що виявляється одночасно в кислих і середніх за складом породах (гранітоїдах, порфіритах, туфах і т. д.). У зонах штокверків або розломів зональність лиственітів звичайно затушована. Сумарна потужність Л. може досягати десятків метрів. Лиственітизація часто пов'язана із золоторудним, поліметалічним, вольфрамовим і ін. зруденінням. Для лиственізації характерне окварцювання гірських порід.